# KRO-NCRV

Logo

KRO-NCRV ist eine öffentlich-rechtliche Rundfunkgesellschaft in den Niederlanden, die am 1. Januar 2014 aus einer ersten Fusion der Rundfunkgesellschaften Katholieke Radio Omroep (KRO) und der Nederlandse Christelijke Radio Vereniging (NCRV) entstand. Ebenfalls wurden die katholisch geprägten Sendungen der Gesellschaft RKK übernommen und so vertritt KRO-NCRV heute den Rundfunk „der katholischen und protestantischen christlichen Gemeinschaften“ der Niederlande (wenn auch nicht ausschließlich).
Bei der offiziellen Zählung durch das Commissariat for the Media im Jahr 2014 stellte sich heraus, dass KRO-NCRV trotz eines kleinen Mitgliederverlusts, der niederländische Sender mit der größten Anhängerschaft zu dieser Zeit war, mit insgesamt fast 800.000 Zuschauern.

## Hintergrund
Das Mediengesetz von 2008 zur Modernisierung des nationalen öffentlich-rechtlichen Rundfunksystems wurde 2013 noch einmal verschärft. Nun wurden die  bestehenden niederländischen Sender verstärkt dazu bewogen, Partnerschaften einzugehen.
So entstanden 2014 die Zusammenschlüsse AVROTROS, BNNVARA und KRO-NCRV. Dabei war die Art der Verbindung jeweils noch unterschiedlich: Während im ersten Fall die Rundfunkvereinigungen AVRO und TROS zu einem neuen Rundfunkverband mit einer gemeinsamen Mitgliederbasis zusammengelegt wurden, entschieden sich BNN und VARA sowie KRO und NCRV jeweils lediglich zur Schaffung eines „Kooperationssenders“. Formell war KRO-NCRV zunächst also eine Vereinigung zweier Organisationen mit jeweils eigenen Mitgliederstrukturen.
Zum 1. Januar 2019 allerdings verschmolzen KRO, NCRV und die Kooperative KRO-NCRV ganz offiziell zu KRO-NCRV.

## Sendungen
Seit dem 1. Januar 2016 strahlt KRO-NCRV bestimmte weltanschauliche Sendungen entweder unter der Marke KRO (katholisch) aus, wie etwa die Eucharistiefeier oder die Sendung „Kruispunt“ (ab 1992) oder unter der Marke NCRV (protestantisch), wie De Verwondering (ab 2015), Jacobine op Zondag (ab 2016) oder Schepper & Co (2004–2015). Zusammen mit dem EO übertragen sie seit 2010 jeden Gründonnerstag live eine musikalische Passionssendung.
KRO-NCRV hat jedoch auch ein breites weltliches Sendungsangebot. Neben internationalen Spielfilmen werden auch Serien ausgestrahlt, wie Penoza (Krimiserie, 2010–2017) oder die deutsche WKII-Serie Das Boot.
Journalistisch begleitet wird das Programm des KRO-NCRV durch das investigative Online-Magazin Pointer.
Am 1. Januar 2016 wurden die kleinen weltanschaulichen Sender ohne Mitglieder vom Kabinett abgeschafft. So wurde auch die Omroep RKK (Omroep Rooms-Katholiek Kerkgenootschap) mit KRO-NCRV verschmolzen, welche deren Sendelizenz erhielt, um die Fortführung des katholischen Programms der ehemaligen RKK sicherzustellen.
Ebenso schloss KRO-NCRV 2015 mit der Buddhistischen Vereinigung der Niederlande („Boeddhistische Unie Nederland“ (BUN)) – der staatlich anerkannten Vertretung der Buddhisten in den Niederlanden – eine Vereinbarung mit dem Inhalt, dass KRO-NCRV künftig ab Januar 2016 die Programme (BOS) für die buddhistische Bewegung bereitgestellt und diese aus einem eigens hierfür vorgesehenen Budget finanziert werden.

## Ausstrahlung
Die Sendungen des KRO-NCRV werden über die gemeinschaftlichen Wellen des Nederlandse Publieke Omroep (NPO) ausgestrahlt.